# Aristida echinulata
Aristida echinulata là một loài thực vật có hoa trong họ Hòa thảo. Loài này được Roseng. & Izag. mô tả khoa học đầu tiên năm 1967.